# Europa Donna
Europa Donna, slovensko združenje za boj proti raku dojk je samostojna, neodvisna in neprofitna organizacija civilne družbe z osnovnim namenom vsem ženskam v slovenskem prostoru zagotoviti enako dobro obravnavo bolezni dojk, ne glede na to, kje so rojene, kako so izobražene, kako so premožne in kakšne veroizpovedi so.

## Zgodovina
Evropska zveza Europa Donna je bila ustanovljena leta 1994 na pobudo italijanskega onkologa in kirurga Umberta Veronesija. Slovenija je bila med 20 članicami ustanovne skupščine v Milanu. 
Profesor Veronesi je velik del svojega življenja posvetil izboljševanju kirurgije raka dojk. Bil je pionir tega področja ter ustanovitelj Evropskega inštituta za onkologijo, Evropske šole za onkologijo, Evropskega društva kirurške onkologije in EUSOME - strokovne organizacije za obravnavo bolezni dojk. Bil je tudi politik in v letu 2000 do 2001 italijanski minister za zdravje v vladi premierja Giuliana Amate.
Pobudnica slovenske Europe Donne je bila Marija Vegelj Pirc, ki je že v zgodnjih osemdesetih letih začela za ženske, obolele za rakom dojk, uvajati program prostovoljstva Reach to Recovery (Pot k okrevanju), iz katerega so se v vseh večjih centrih v Sloveniji izoblikovale skupine za samopomoč. Od leta 1992 te skupine delujejo pod okriljem Društva onkoloških bolnikov Slovenije.
Slovenska Europa Donna je bila kot samostojna organizacija ustanovljena 21.10.1997 in njena prva predsednica je bila Danica Purg, zdaj pri ED predsednica odbora pokroviteljev. Od februarja 2001 je vodila slovensko Europo Donno Mojca Senčar. V tem času je slovenska ED s trdim delom in številnimi aktivnostmi postala prepoznavna organizacija, ki je imela leta 2011  2700 in leta 2013  2.980 članov in članic.

## Organiziranost in dejavnosti združenja
Sedež združenja je v Ljubljani, na Zaloški cesti 5. Imajo tri svetovalne telefone, za obveščanje skrbijo na spletni strani in facebooku. Štirikrat na leto - vsakega marca, junija, septembra in decembra - izhajajo Novice Europa Donna, revija za zdrave in bolne in so priloga Dnevnikove Nike.
ED organizira za bolnice, njihove svojce in druge, različne posvete in predavanja po slovenskih krajih, vsako leto organizira Tek in hojo za upanje, ki ima tudi humanitarno noto (Ljubljana, Maribor, Dolenjske Toplice, Zagorje ob Savi, Nova Gorica, Koper). S posebnim dogodkom zaznamuje Dan zdravih dojk (15. oktober), ki ga je izbrala Evropska zveza Europa Donna leta 2008 kot opomin na velik problem raka dojk. Številne druge aktivnosti potekajo tudi v okviru rožnatega oktobra – svetovnega meseca boja proti raku dojk.
Europa Donna z različnimi akcijami zbira sredstva za posodabljanje medicinske opreme. Tako je od leta 2005 do 2010 različnim zdravstvenim ustanovam za opremo darovala več kot šeststo tisoč evrov.
Zbira tudi donatorska sredstva za psihosocialno, pravno pomoč bolnic in ozdravljenk ter za pomoč pri zdravljenju limfedema.
Edina skupina za samopomoč pri ED je Sekcija za samopomoč mladih bolnic, saj so njihovi problemi drugačni od starejših bolnic. Vodi jo Tanja Španič. Vsako leto zboli v Sloveniji med 60 in 62 žensk, mlajših od 40 let (Janez Žgajner, strokovni direktor Onkološkega inštituta v Ljubljani). Vsako leto zboli na novo 1200 Slovenk, nekaj čez 400 jih letno zaradi raka dojk umre.
Združenje ED aktivno sodeluje z zdravstveno politiko in strokovnimi institucijami, ki so vpete v obravnavo raka dojk, predstavnike oblasti in vlade pa seznanja s problematiko te bolezni.
Europa Donna si močno prizadeva, da bi čim prej zaživelo organizirano rentgensko  presejanje (rentgensko slikanje) dojk zdravih ženski na dve leti med 50. in 69. letom – program DORA  po vsej Sloveniji.
Trenutno vabijo na presejalno mamografijo – program DORA - ženske med 50. do 69. letom starosti iz Osrednjeslovenske regije, Zasavja in Mestne občine Maribor. To je le 31 odstotkov ciljne populacije v Sloveniji. 
Od 1. januarja do 31. oktobra 2013 je bilo v programu DORA opravljenih več kot 21.300 mamografij in odkritih 132 rakov, odziv vabljenih žensk pa 79-odstoten. (Katja Jarm, specialistka javnega zdravja iz Registra DORA).

## Deset ciljev Europe Donne
1. Po Evropi in svetu širi in izmenjuje informacije o raku dojk.
2. Obvešča o boleznih dojk.
3. Poudarja pomen ustreznega pregledovanja in zgodnjega odkrivanja raka dojk.
4. Prizadeva si za najboljše zdravljenje.
5. Prizadeva si za popolno oskrbo med zdravljenjem in po njem.
6. Podpira ustrezno dodatno izobraževanje zdravstvenih strokovnjakov.
7. Podpira kakovostno strokovno obravnavo in pospešuje njen razvoj.
8. Trudi se za nenehno posodabljanje medicinske opreme.
9. Skrbi, da ženske kar najbolje razumejo vse predlagane načine zdravljenja, da sodelujejo v kliničnih študijah in da lahko uveljavljajo pravico do dodatnega strokovnega mnenja.
10. Podpira raziskave o raku dojk.

## Mednarodne povezave
Europa Donna Slovenija je ena izmed 46 članic Evropske zveze Europa Donna – European Breast Cancer Coalition, s sedežem v Milanu, kjer postavljajo strokovne smernice, ki bi jih morali pri zdravljenju zagotavljati vsi nacionalni sistemi.
Slovenska Europa Donna je že imela svoje nacionalne predstavnice v Evropski zvezi. Prva je bila v Izvršnem odboru ED Sanja Rozman, ki je zdaj članica UO ED. Zdaj je članica UO Evropske zveze Mojca Miklavčič, prva predsednica Sekcije mladih bolnic.